# Metapenaeopsis propinqua
Metapenaeopsis propinqua är en kräftdjursart som beskrevs av Crosnier 1991. Metapenaeopsis propinqua ingår i släktet Metapenaeopsis och familjen Penaeidae. Inga underarter finns listade i Catalogue of Life.